# Сафин, Остап
Оста́п Витальевич Са́фин (чеш. Ostap Safin; род. 11 февраля 1999, Прага) — чешский и российский хоккеист, нападающий «Трактора», выступающего в КХЛ. Воспитанник чешского клуба «Спарта». Участник драфта НХЛ 2017 года.

## Биография
Начал карьеру в детско-юношеской школе пражской «Спарты», за молодёжную команду которой выступал в различных юниорских лигах Чехии. 21 февраля 2016 года дебютировал в Экстралиге в матче против клуба «Комета».
Перед драфтом НХЛ 2017 года котировался вторым среди чешских хоккеистов после Мартина Нечаса: по прогнозам должен был быть выбран в середине или конце второго раунда. В качестве сильных сторон игрока выделяли его габариты, умение распасовщика и видение площадки, однако низкая результативность на международных турнирах и в молодёжных чешских лигах, а также невысокая креативность препятствовали выбору игрока в первом раунде драфта. В итоге на драфте 2017 года был выбран в 4-м раунде под общим 115-м номером клубом «Эдмонтон Ойлерз». С 2017 года играл в клубах Северной Америки.
В 2023 году получил российское гражданство.

## Статистика
| Легенда | Легенда                    | Легенда | Легенда                   | Легенда | Легенда    |
| ------- | -------------------------- | ------- | ------------------------- | ------- | ---------- |
| И       | Количество проведённых игр | Штр     | Штрафное время            | +/−     | Плюс-минус |
| Г       | Голы                       | П       | Голевые передачи          | О       | Очки       |
| -       | Статистика неизвестна      | —       | Статистика не учитывалась |         |            |